# 稲田植誠
稲田 植誠（いなだ たねのぶ、天保15年11月4日（1844年12月13日） - 慶応元年7月19日（1865年9月8日））は、徳島藩筆頭家老。淡路洲本城代稲田家15代当主。
通称九郎兵衛。諱は稙誠とも書く。

## 経歴
天保15年（1844年）徳島藩士稲田植美（11代敏植の三男）の子として生まれる。万延元年（1860年）従兄植乗の死去により家督を相続し洲本城代となる。文久2年（1862年）江戸に出府して藩主蜂須賀斉裕に藩として勤皇の立場に立つことを訴えた。文久3年（1863年）稲田家家中の勤皇を賞されて、孝明天皇より天杯と、京に留まり国事に尽くすようにとの言葉を賜る。
元治元年（1864年）の禁門の変の際に、家臣を率いて皇居を守護する。同年長州征討に藩の先鋒として出陣。慶応元年（1865年）7月19日死去。享年22。家督は養父植乗の子邦植が相続した。

## 栄典
明治29年（1896年）9月19日 - 贈従四位